# John Dalberg-Acton
John Emerich Edward Dalberg-Acton, 1.º barão Acton, KCVO, DL (Nápoles, 10 de janeiro de 1834 – Tegernsee, 19 de junho de 1902), foi um historiador britânico.

## Trabalho
Acton nunca terminou um único livro. Publicações notáveis incluem:
- um ensaio na Quarterly Review datado de janeiro de 1878 sobre "Democracia na Europa";
- duas palestras proferidas em Bridgnorth em 1877 sobre a 'História da Liberdade na Antiguidade' e 'História da Liberdade na Cristandade', que permaneceram como as únicas partes reunidas de sua longa projetada 'História da Liberdade';
- um ensaio sobre historiadores alemães modernos na primeira edição da English Historical Review, que ele também ajudou a fundar (1886).

Nos anos seguintes à sua nomeação para a cadeira de história moderna em Cambridge (1895), Acton planejou a grande Cambridge Modern History, da qual apenas o primeiro volume foi publicado durante sua vida. Exerceu grande influência através de conferências, ensaios, artigos e sobretudo contactos pessoais com alguns dos principais políticos e intelectuais do seu tempo. Muitos artigos, ensaios e palestras foram coletados após sua morte em Lectures on Modern History (1906), History of Freedom (1907) e Historical Essays and studies (1907). Alcuni testi sono stati ristampati in Essays on Freedom and Power (1948) ed Essays on Church and State (1952).
Dirigiu revista católica The Rambler desde 1859. Opôs-se ao Syllabus, documento de oitenta pontos, publicado pela Santa Sé em 1864, durante o papado de Pio IX. Também foi contrário ao dogma da Infalibilidade papal, embora tenha acabado por aceitá-lo, ao ser promulgado por Pio IX, em 1870, por ocasião do Concílio Vaticano I.

## Pensamento
Lord Acton é o autor da famosa frase:
"O poder tende a corromper, e o poder absoluto corrompe absolutamente, de modo que os grandes homens são quase sempre homens maus."
No pensamento de Lord Acton, o processo histórico desenvolve-se orientado pela liberdade humana ou livre-arbítrio, no sentido de uma liberdade cada vez maior. A defesa desta última é um imperativo moral: se o poder político se arroga o direito de comandar os atos dos homens, ele os priva de sua responsabilidade.
Acton considera que a noção de liberdade é mais uma contribuição cristã do que greco-romana, pois o cristianismo teria revelado esse conceito em sua plenitude ao mostrar sua indissociabilidade da ideia de responsabilidade. Intimamente associada à responsabilidade, a liberdade é uma condição necessária para atingir fins espirituais elevados. Lord Acton afirma, dessa forma, que "a liberdade não é um meio para atingir um fim político mais elevado. Ela é o fim político mais elevado. Não é para realizar uma boa administração pública que a liberdade é necessária, mas sim para assegurar a busca dos fins mais elevados da sociedade civil e da vida privada".
No que concerne à teoria política pura, Lord Acton concebeu uma distinção importante entre duas questões essenciais:
"Quem detém o poder político?" e "quais são os poderes do estado?" A primeira refere-se à oposição entre democracia e regime autoritário, ao passo que a segunda objetiva distinguir entre o liberalismo e o que se chamará mais tarde totalitarismo.
Vale ressaltar que o liberal radicado no Reino Unido não era a favor do sufrágio universal. Lord Acton acreditava que os direitos políticos para todos (não só para brancos proprietários) seria uma regressão pré-moderna, pois "absolutista e retrogrado"; para Lord Acton o sufrágio universal favoreceria a dilatação do Estado e o despotismo. (Acton, 1985-88, vol. III, p. 554-55).
Ele também foi um importante ativista pela liberdade de mercado.

## Vida pessoal
Em 1791, o avô de Lord Acton, John Acton, acabou por herdar o título de baronete e as propriedades da família, em Shropshire, os quais estavam anteriormente nas mãos do ramo inglês da família Acton. Sir John Acton representou um ramo novo que anteriormente se havia transferido para a França e depois para a Itália. Todavia, com a extinção do ramo mais antigo, o almirante tornou-se o chefe da família. Seu primogênito, Richard, casou-se com Marie Louise Cilene, a filha e herdeira de Emirec Josef Wolfgang Heribert (1.°duque de Dalberg), um nobre francês naturalizado, pertencente a uma antiga linhagem alemã, que serviu ao exército de Napoleão e representou Luis XVIII no Congresso de Viena em 1814. Depois da morte de Richard Acton, em 1837, ela se tornou a esposa de George Leveson-Gower, 2.° conde de Granville, em 1840.

## Citações notáveis
- O poder tende a corromper, e o poder absoluto corrompe absolutamente.[8]
- Grandes homens quase sempre são homens maus, mesmo quando exercem influência e não autoridade.[8]
- A história é o árbitro da controvérsia, o monarca de tudo que ela examina.[9]
- A História Universal […] não é um fardo para a memória, mas uma iluminação da alma.[10]
- Não há hábito mental mais perigoso ou imoral do que a santificação do sucesso. [dito de Oliver Cromwell][11]
- O homem forte com a adaga é seguido pelo homem fraco com a esponja.[12][13]
- A ciência da política é aquela que é depositada pelos riachos da história, como os grãos de ouro na areia de um rio; e o conhecimento do passado, o registro das verdades reveladas pela experiência, é eminentemente prático, como instrumento de ação e força que vai fazer o futuro.[14]
- Exceto pela força selvagem da Natureza, nada se move neste mundo que não seja grego em sua origem.[15]
- Liberdade não é o poder de fazer o que gostamos, mas o direito de poder fazer o que devemos.[16]
- A sabedoria do governo divino não aparece na perfeição, mas no aprimoramento do mundo […] A história é a verdadeira demonstração da religião.[17]

## Publicações
- The Civil War in America: Its Place in History (palestra; 1866).
- The Rise and Fall of the Mexican Empire (palestra; 1868).
- Letters from Rome on the Council (1870).
- The War of 1870 (palestra; 1871).
- The History of Freedom in Antiquity (1877).
- The History of Freedom in Christianity (1877).
- Nota introdutória à edição de LA Burd de Machiavelli's Il Principe (1891).
- A Lecture on the Study of History (1895).
- Introductory note to G.P. Gooch's Annals of Politics and Culture (1901).

Póstumo
- Letters of Lord Acton to Mary, Daughter of the Right Hon. W.E. Gladstone (1904).
- Lectures on Modern History (1906).[18]
- The History of Freedom and Other Essays (1907).
- Historical Essays and Studies (1907).
- Lectures on the French Revolution (1910).
- Selections from the Correspondence of the First Lord Acton (1917).

Artigos
- "Mill on Liberty," Part II, The Rambler (1859–60).
- "The Roman Question," The Rambler (1860).
- "The State of the Church," The Rambler (1860).
- "Hefele's 'Life of Ximenes'," The Rambler (1860).
- "The Political System of the Popes," Part II, Part III, The Rambler (1860–61).
- "Döllinger's 'History of Christianity'," The Rambler (1861).
- "Notes on the Present State of Austria," The Rambler (1861).
- "Political Causes of the American Revolution," The Rambler (1861).
- "Cavour," The Rambler (1861).
- "The Catholic Academy," The Rambler (1861).
- "Döllinger on the Temporal Power," The Rambler (1861).
- "Mr. Goldwin Smith's Irish History," The Rambler (1862).
- "The Protestant Theory of Persecution," The Rambler (1862).
- "Nationality," Home and Foreign Review (1862).
- "Secret History of Charles II," Home and Foreign Review (1862).
- "Confessions of Frederick the Great," Home and Foreign Review (1863).
- "The Waldensian Forgeries," Home and Foreign Review (1863).
- "Ultramontanism," Home and Foreign Review (1863).
- "Mediæval Fables of the Popes," Home and Foreign Review (1863).
- "The Munich Congress," Home and Foreign Review (1864).
- "Conflicts with Rome," Home and Foreign Review (1864).
- "Material Resources of the Papacy," The Chronicle (1867).
- "Fra Paolo Sarpi," The Chronicle (1867).
- "The Case of Monte Cassino," The Chronicle (1867).
- "Döllinger on Universities," The Chronicle (1867).
- "The Ministerial Changes in Italy," The Chronicle (1867).
- "Secret History of the Italian Crisis," The Chronicle (1867).
- "The Secret Bull," The Chronicle (1867).
- "Reminiscences of Massimo d'Azeglio," The Chronicle (1867).
- "The Next General Council," The Chronicle (1867).
- "Ranke," The Chronicle (1867).
- "M. Littré on the Middle Ages," The Chronicle (1867).
- "Mr. Goldwin Smith on the Political History of England," The Chronicle (1867).
- "Nicholas of Cusa," The Chronicle (1867).
- "Maurice of Saxony," The Chronicle (1867).
- "The Acta Sanctorum," The Chronicle (1867).
- "The Queen's Journal," The Chronicle (1868).
- "Ozanam on the Fifth Century," The Chronicle (1868).
- "The Massacre of St. Bartholomew," The North British Review (1868).
- "The Pope and the Council," The North British Review (1869).
- "The Vatican Council," The North British Review (1870).
- "The Borgias and their Latest Historian," The North British Review (1871).
- "Wolsey and the Divorce of Henry VIII," Quarterly Review (1877).
- "Sir Erskine May's 'Democracy in Europe'," Quarterly Review (1878).
- "George Eliot's Life," The Nineteenth Century (1885).
- "German Schools of History," English Historical Review (1886).
- "Wilhelm von Giesebretch," English Historical Review (1890).
- "Döllinger's Historical Work," English Historical Review (1890).